# Guamatelaceae
Guamatelaceae is een botanische naam, voor een familie van tweezaadlobbige planten. Een familie onder deze naam wordt zeer zelden erkend door systemen van plantentaxonomie, maar wel door de APWebsite [ 9 december 2007 ], alwaar het een heel kleine familie van één soort is.
Eerder werden deze planten ondergebracht in de rozenfamilie (Rosaceae).